# Upernaviarsuk (Upernavik)
Upernaviarsuk [uˌpɜnːaviˈɑsːuk] (nach alter Rechtschreibung Upernaviarssuk) ist eine wüst gefallene grönländische Siedlung im Distrikt Upernavik in der Avannaata Kommunia.

## Lage
Upernaviarsuk befindet sich auf einer sehr kleinen Insel, die östlich der großen Insel Qaarsorsuatsiaq vorgelagert ist und damit am Nordufer des Akornat liegt. 16 km westlich befindet sich der nächstgelegene bewohnte Ort Upernavik.

## Geschichte
Upernaviarsuk diente als Sommerplatz für die Bewohner von Kingittoq, da hier bessere Jagdbedingungen herrschten. Es ist davon auszugehen, dass der Wohnplatz aber zeitweilig auch dauerhaft besiedelt war.